# Ken Bousfield
Ken Bousfield (Marston Moor, 2 oktober 1919 – Virginia Water, 25 mei 2000) was een golfprofessional uit Yorkshire, Engeland.

## Levensloop
Bousfield werd in Marston Moor geboren als zoon van John (Jack) Bousfield en Hannah Horn. Zijn vader was stationbeheerder en Ken ging naar de dorpsschool voordat hij naar de Appleby Grammar School ging. Op 10-jarige leeftijd kreeg hij al les op de golfbaan van Kirkby Stephen, die hem twee golfstokken gaf, en al gauw stond het voor hem vast dat hij golfprofessional wilde worden. Nadat zijn vader naar Bernard Castle was overgeplaatst, veranderde hij van school en golfclub. Vanaf 1934 kreeg hij les van Archie Compston  op de Coombe Hill Golf Club, waar onder meer Winston Churchill lid was. In 1938 werd hij assistent-pro op die club.
Tijdens de Tweede Wereldoorlog diende Bousfield bij de Royal Marines Commando. Na de oorlog keerde hij naar Coombe Hill terug waar toen Dick Burton les gaf. Zijn eerste overwinning behaalde hij op eigen baan, daarna won hij nog minstens achttien toernooien op het Europese circuit voordat de Europese PGA Tour in 1972 werd opgericht. Zijn mooiste overwinning was het Britse PGA kampioenschap in 1955, dat toen al gold als voornaamste toernooi in Europa na het Brits Open, waar hij dat jaar op de 5de plaats eindigde. Hij speelde twaalf keer in het Open, in 1961 eindigde hij ook in de top-10.
Een andere bijzondere overwinning was het Dunlop Tournament in 1957, dat toen voor het laatst op de Southport and Ainsdale Golf Club  werd gespeeld. Het toernooi bestond uit vijf rondes van 18 holes, zijn score was 70-70-70-71-72, nergens scoorde hij hoger dan een 5.
Toen de Europese Tour in 1972 werd opgericht, speelde hij daar nog een paar jaar, maar zijn hoogtepunt was voorbij. Toch won hij in 1972 nog het PGA Seniors Championship.
Bousfield speelde ook zes keer in de Ryder Cup, waar hij vijf partijen won en vijf partijen verloor, hetgeen een mooie prestatie was aangezien de Amerikanen het toernooi in die jaren domineerden.

## Gewonnen
Onder meer:
- 1947: Assistants Championship op Coombe Hill
- 1955: British PGA Championship op Pannal, News of the World Match Play op Walton Heath, German Open
- 1956: Yorkshire Evening News Tournament (tie met Dai Rees)
- 1957: Dunlop Tournament
- 1958: Belgian Open, Swiss Open
- 1959: Sprite Tournament, German Open
- 1960: Portuguese Open
- 1961: Portuguese Open, Swallow-Penfold Tournament
- 1972: PGA Seniors Championship.

## Teams
- Ryder Cup: 1949, 1951, 1955, 1957 (winnaars), 1959 en 1961
- Canada Cup: 1956, 1957